# Carlo Bini
Carlo Bini (Livorno, 1º dicembre 1806 – Carrara, 12 novembre 1842) è stato uno scrittore, patriota e traduttore italiano.

## Biografia
Dopo aver frequentato il collegio dei Barnabiti, dove strinse amicizia con personaggi come Francesco Domenico Guerrazzi, dovette poi lasciare la scuola in seguito a problemi economici che lo costrinsero alla carriera di commerciante (lavorò con il padre nel suo banco di grani e cereali) e a continuare i suoi studi da autodidatta. Fu costretto, inoltre, rinunciare al concorso vinto presso l'Accademia di Pisa.
Con Guerrazzi fondò il giornale politico-letterario L'indicatore livornese che diressero insieme fino al 1830 per poi venire arrestati tre anni dopo a causa dei rapporti che li legavano a Giuseppe Mazzini e alla Giovine Italia. È proprio nel carcere di Portoferraio, in cui rimase dal settembre al dicembre 1833, che scrisse Il Forte della Stella, dialogo che deve il suo titolo al nome stesso della prigione, e il Manoscritto di un prigioniero. 
In quest'ultima opera, ritenuta la sua principale, appartenente a quel ciclo di testi inseriti nella memorialistica risorgimentale, Bini portò avanti una riflessione sulle ingiustizie presenti nella società e sulla situazione umana. L'autore tocca vari generi: il romanzo, l'autobiografia, il dialogo politico, il saggio sociologico e il dialogo drammatico. Fu, per l'epoca, uno scritto rivoluzionario per la presenza del tema della rivendicazione dei diritti dei poveri al fine di raggiungere la tanto auspicata uguaglianza.
Altre sue opere furono le Lettere all'Adele, epistole scritte per l'amata Adele Perfetti, e gli Scritti editi e postumi pubblicati nel 1843 e caratterizzati dalla prefazione Ai giovani scritta da Mazzini.
Adele Perfetti Witts, proveniente da una famiglia della ricca borghesia commerciale, ebbe un ruolo determinante nella vita di Bini. La passione per la donna lo allontanò dalla politica, e la sua morte, avvenuta nel 1838 (appena un anno dopo l'inizio della relazione), lo gettò nel più profondo sconforto, suscitando lo sdegno del Guerrazzi, che, dopo la morte dello scrittore, ne condannò la debolezza morale.
Nel 1842, Carlo Bini morì stroncato da un colpo apoplettico. La sua salma riposa nel Famedio del Santuario di Montenero, a Livorno.
Se da un lato ci fu la stroncatura postuma del Guerrazzi, dall'altro, dopo la sua morte, Bini fu invece rivalutato dal giudizio di Mazzini, che scrisse una premessa anonima all'edizione delle opere dello scrittore, parlando di una «santa anima alla quale Dio aveva elargito tanto tesoro d'amore da benedire un'intera generazione».